# Propallene dubitans
Propallene dubitans là một loài nhện biển trong họ Callipallenidae. Loài này thuộc chi Propallene. Propallene dubitans được miêu tả khoa học năm 1910 bởi Hodgson.